# Ана Фарис
Ана Кеј Фарис (енгл. Anna Kay Faris, рођена 29. новембра 1976) је америчка глумица, продуцент, модел, комичар и певачица. Истакла се кроз свој рад у комедијама, посебно у филмовима Мрак филм (2000−06) и то кроз улогу Синди Кембел. Током раних 2000-их година глумила је у драмама као што су Меј (2002), Изгубљени у преводу (2003) и Планина Броукбек (2003). Такође је глумила у комедијама као што су Пиленце (2002), Келнери (2005), Само пријатељи (2005), Моја супер бивша девојка (2005), „Smiley Face“ (2007) и Зечица на колеџу (2008).
Имала је гласовне улоге у филмским серијалима: Падаће ћуфте (2009-13) и Алвин и веверице (2009-15) као и у филму „The Emoji Movie“ (2017). 2010-их глумила је у комедијама Сви моји бивши (2011), Диктатор (2012) и Дајем им годину (2013). Одиграла је улогу Кристи Планкет у Си-Би-Ес-овој хумористичној комедији Мамица од 2013. Серија је освојила две номинације за Награду по избору публике. 2015. године је водила емисију „Unqualified“, а 2017. године је избацила свој мемоар под истим називом.

## Младост
Ана Фарис је рођена 29. новембра 1976. у Балтимору (Мериленд). Друго је дете Џека, професора социологије, и Карен Фарис, наставнице за специјално образовање. Оба родитеља, пореклом из Сијетла (Вашингтон), су живели у Балтимору у време њеног рођења, када је њен отац прихватио да предаје на Таусон универзитету. Када је имала шест година, породица се преселила из Балтимора у Едмондс. Њен отац је радио на Универзитету у Вашингтону као потпредседник интерне комуникације, а касније је био на челу Вашингтонске асоцијације за биотехнологију и биомедицину, док је њена мајка подучавала у „Seaview” основној  школи у Едмондсу. Фарисова има старијег брата Роберта који је такође социолог и професор на Универзитету у Калифорнији у Дејвису. У интервјуима, Фарисова је описала своје родитеље као „ултра либералне“ и истакла је да су она и њен брат васпитани у ирелигиозној, али веома конзервативној, традиционалној атмосфери. У шестој години, њени родитељи су је уписали на драмску секцију за децу и стално су је подстицали да глуми. Уживала је гледајући представе и осмишљавала је сопствене представе у спаваћој соби са пријатељима из комшилука.
Фарисова је похађала „Edmonds-Woodway High School“ (коју је завршила 1994), а док је студирала, наступала је на сцени у позоришту у Сијетлу и на националном радију. Себе је описала као чудакињу, истичући да је носила сукњу у облику божићне јелке у школи и није имала дечка до последње године школовања. „Волела сам момке, али они мене нису“ присећа се. Затим је уписала Универзитет у Вашингтону и стекла диплому у области енглеске књижевности 1999. године. Упркос њеној љубави према глуми, Фарисова је признала да никада стварно није помишљала да жели да постане филмска звезда, а наставила је да глуми само да би зарадила додатни новац, надајући се да ће једног дана објавити роман. Након што је дипломирала на колеџу, отишла је на путовање у Лондон, где је радила на рецепцији у једној маркетиншкој агенцији. Ипак, преселила се у Лос Анђелес „у последњем тренутку“, након што се посветила идеји да глуми у филмовима, да би на крају добила главну улогу у Мрак филму. Са 22. године живела је у свом апартману у Рејвенсвуду у Хенкок парку.

## Каријера

### 1980-их и 1990-их: почеци у глуми
Њени родитељи су је подстакли да се бави глумом кад је била млада, а она је имала свој први професионални глумачки наступ када је имала девет година у Артур Милеровој тромесечној серији позоришних представа „Danger: Memory!“. За свој посао, Фарисова је била плаћена 250 долара, што је била велика сума за то време. „Осећала сам се као да се ваљам у новцу“ присећа се. Глумила је Скоут у филму Убити птицу ругалицу у Исакви у Вашингтону. Глумила је Хајди у представи истоименог наслова и Ребеку у престави Наш град. Док је похађала средњу школу, појавила се у реклами за замрзнути јогурт. У том периоду, „мој трећи или четврти посао је био видео тренинг за Ред Робин, ланац брзе хране на западу. Ја сам глумила савршену домаћицу и мислим да још увек користе ту рекламу“ рекла је у мају 2012. Имала је споредну улогу у ТВ филму „Deception A Mother's Secret“, где је глумила Лиз, а касније је глумила у краткометражној драми „Eden“ која се приказивала 1996. на филмском фестивалу Санденс. Имала је прву већу филмску улогу убрзо након колеџа у филму „Lovers Lane“ (1999) у којем је глумила лошу навијачицу. Овај филм Б категорије је привукао мало пажње. Критичари су имали различита мишљења о овом филму, а за своју улогу Фарисова је добила критику од стране писаца веб сајта efilmcritic.com Архивирано на веб-сајту  (20. март 2012), а један од њих је Грег Маскевиц који је рекао да је она у центру пажње филма.

### 2000—2006:Мрак филми пробој
Фарисова је одиграла најважнију улогу 2000. године. Тада је имала главну улогу у хорор-комедији, пародији Мрак филм, глумећи Синди Кембел на основу лика Сидни Прескот (Нев Кембел) из трилера Врисак. То је била њена прва значајна улога, а до тада се појављивала само у малим и споредним улогама у позоришним представама и нискобуџетним филмовима. Фарисова је доживела рад на филму као „велики камп“ што је рекла за часопис Гардијан 2009. године, објашњавајући да до тада није много тога радила. У таквим филмовима мора да постоји прецизност и у изговореном делу и у физичким покретима, тако да је то била одлична вежба за њу. Мрак филм је достигао велики комерцијални успех у биоскопима са зарадом од 42 милиона долара на премијери. Филм је достигао зараду од 278 милиона долара широм света. За своју улогу, добила је номинацију за МТВ филмску награду за највеће глумачко откриће и МТВ филмску награду за најбољи пољубац на МТВ додели награда 2001. године. Фарисова је касније поновила своју улогу у филму Мрак филм 2, чија је премијера била 4. јула 2001. године.
Њена следећа улога је била у психолошком трилеру Меј, играјући улогу Поли, колегинице усамљене младе жене која очајнички покушава да се повеже са људима. Премијера филма је била на филмском фестивалу Санденс 2002. године. У критици филма Меј, The Digital Fix је сматрао да је продукција „један од најбољих примера независног америчког филма овог жанра“ и додао да је Фарисова одграла улогу „са заразним нивоом ентузијазма, који прелази границу између веродостојног учинка и врхунске глуме“. Касније, 2002. године, глумила је заједно са Робом Шнајдером и Рејчел Макадамс у комедији Пиленце, у коме је тинејџерка магично заменила свој ум са тридесетогодишњим криминалцем. Кристофер Туки је за Дејли Мејл описао Макадамсову и Фарисову као „талентоване за гледање, али су разочаране свим осталим“. Филм је постигао скроман комерцијални успех, са зарадом од 54 милиона долара широм света.
Године 2003. добила је у последњем тренутку улогу са Билом Маријем и Скарлет Џохансон у драми Софије Кополе под називом Изгубљени у преводу. Играла је глумицу која промовише акциони филм. Фарис је осећала да јој је филм пружио шансу да људи упознају њену глумачку способност мало више, сматрајући то најбољим искуством свог живота у то време. Такође је 2003. године глумила Синди Кембел по трећи пут у филму Мрак филм 3.
Године 2004., Фарис је глимила у последњој сезони серије Пријатељи. Глумила је Ерику, мајку беба близанаца које су усвојили Чендлер и Моника. На лето исте године глумила је малу улогу у драми Анг Лија, Планина Броукбек (2005). Како је њен лик имао само једну сцену у филму, провела је само два дана на снимању у Калгарију. За овај филм, Фарисова је заједно са својим колегама добила номинацију за Награду Удружења филмских глумаца за најбољу глумачку поставу.
Фарисова је 2005. године глумила у комедијама Келнери и Само пријатељи, обе са Рајаном Ренолдсом. Филм Келнери је била независна продукција о неколико запослених у ресторану који су се колективно борили против досаде и одрастања. Са буџетом од 3 милиона долара, филм је зарадио 18,6 милиона долара. Један критичар је нагласио да је редитељ филма „окупио пристојне комичаре, али практично није дозволио да се покажу. Ренолдс и Фарисова су били веома забавни заједно у филму Само пријатељи, па је срамота што су њихови таленти у овом филму протраћени“. У филму Само пријатељи, Фарис је имала улогу Саманте Џејмс, самоуверене поп певачице у успону која је слетела у Њу Џерзи са некадашњим дебелим штребером (којег је играо Ренолдс), а сада успешним продуцентом. Филм Само пријатељи је зарадио 50,9 милиона долара широм света, а Фарисова је добила номинацију за МТВ филмску награду и две Награде по избору тинејџера.
Одиграла је Синди Кембел по четврти пут у филму Мрак филм 4 чија је премијера била 14. априла 2006. године. Првобитно је четврти део филма требало да буде и последњи, али је временом одлучено да се сними и пети део који је објављен 12. априла 2013. године, у ком се Фарисова не појављује. Такође 2006. године је глумила заједно са Умом Терман и Луком Вилсоном у романтичној комедији Ивана Рајтмана под називом Моја супер бивша девојка. У том филму је глумла Хану, сарадницу мушкарца (Вилсон) који је у вези са неуротичном и агресивном женом (Терман). Критике за овај филм су биле подељене, а он је зарадио 61 милион долара широм света, а Фарисова и Терманова су номиноване за МТВ филмску награду за најбољу тучу.

### 2007—2012: Наставак комедијског рада
У независној стонерској комедији Грега Аракија под називом „Smiley Face“ (2007), Фарисова је играла улогу Џејн Ф., младе жене која је доживела серију авантура након што је појела велики број колача направљених од канабиса. Филм је премијерно приказан на филмском фестивалу Санденс, а приказиван је и у биоскопима у Лос Анђелесу. Критике су углавном биле позитивне за овај филм и Анину главну улогу; према тврдњама сајта за филмске критике Rotten Tomatoes, критичари су се сложили да је глумица имала „сјајне перформансе а да је Грег Араки дао оштар правац“ који је допринео томе да филм буде „надпросечна стонерска комедија“. Улога јој је донела награду Стонерке године према магазину High Times.
Играла је у краткометражној комедији Мамин син заједно са Дајаном Китон и Џоном Хедером. Глумила је амбициозну певачицу која је заљубљена у нарцисоидног двадесетдеветогодишњака (Хедер). Филм је приказан ограничен број пута и то само у одређеним деловима Сједињених Америчких Држава, а премијера филма је била 30. новембра 2007. године, уз благе критике и комерцијалне одговоре. Имала је главну улогу у комедији Фреда Волфа под називом Зечица на колеџу. Глумила је Шели, бившу Плејбој зечицу која се пријавила да буде управница непопуларног сестринског дома, након што је сазнала да мора да напусти Плејбој вилу. Иако је филм добио просечне критике, реакције критичара су биле позитивне када је у питању Анина улога, а већина њих се сложила, према веб сајту Rotten Tomatoes, да се она „истицала у просечној комедији“. Филм је приказан 22. августа 2008. у САД и зарадио је 70 милиона долара широм света.
Њен први филм у 2009. години је била британска научно-фантастична комедија под називом Често постављана питања о путовању кроз време, који прати два одбачена лика и њиховог циничног пријатеља који покушавају да подесе машину за путовање кроз време на сред британског паба. Фарисова је играла Кеси, девојку из будућности која покреће авантуру. Гардијан је описао њено појављивање као „збуњену камео улогу“. Приказиван је само у биоскопима у Уједињеном Краљевству, а касније је имао неколико телевизијских премијера широм Европе.
У црној комедији Посматрај и пријави (2009), имала је улогу заједно са Сетом Рогеном. Она је желела да се појави у филму јер јој је то дало могућност да игра „лошег лика“ за разлику од њених уобичајених „улога у којима је морала да освоји публику и да буде шармантна“. Имала је контроверзну сцену секса са Рогеном глумећи пијану девојку, а коментари ове сцене су били да филм оправдава силовање. Са буџетом од 18 милиона долара, филм је зарадио 26 милиона долара.
Затим је позајмила глас за анимирани филм Падаће ћуфте као и за филм Алвин и веверице 2, који су били веома профитабилни. Играла је у компјутерско-анимираном акционом филму Медвед Јоги. Филм је био приказан од стране Ворнер брос-а 17. децембра 2010., уз бројне негативне критике, углавном због сценарија филма. Холивуд репортер њу сматра „веома талентованом“ а запитао се „шта ли ју је натерало да прихвати да одигра ову улогу“. Филм је упркос томе зарадио 201 милион долара широм света.
Њено следеће појављивање је било у ретро комедији Води ме кући вечерас, који се бави групом пријатеља који се проводе једне летње ноћи 80-их. Филм је снимљен 2007. године, а приказиван је у биоскопима 4 године касније, 4. марта 2011. године. Добио је негативне критике и остао је без зараде. Фарисова је, међутим, добила номинацију за Награду по избору тинејџера за глумицу у жанру комедија. Затим је имала главну улогу и била је извршни продуцент филма Сви моји бивши, где се појавила заједно са Крисом Евансом. У филму је глумила жену која размишља о претходних деветнаест мушкараца са којима је била у вези и пита се да ли би један од њих могао бити истинска љубав. Филм је задобио просечне критике, а критичари су закључили да је „филм комичан“, а да је Фарисова „оштра као и обично“, али сматрају да је то протраћено јер је филм „предвидива комедија“. Филм је приказан 30. септембра 2011. године, а зарадио је 30 милиона долара широм света. Такође је поново позајмила глас у филму Алвин и веверице 3 – Урнебесни бродолом који је приказан у децембру 2011. године.
У наредном филму је глумила активисткињу за људска права која се спријатељује са детињастим аутократом у политичкој сатири Диктатор (2012), глумећи заједно са Сашом Бароном Коеном. Фарисова је била жељна да ради са Бароном Коеном јер је била његов фан „годинама“, истичући да је 90% њене глуме у филму импровизација. Након премијере, критичари су и филму и њеној глуми дали пристојне критике. Лос Анђелес тајмс ју је назвао „истакнутом личношћу филма“ и истакао да када „она отвори уста, звук који произведе је чини веома забавном за гледање и држи пажњу на дијалогу до краја“. Филм је доживео успех, и то са зарадом од 179 милиона долара широм света, а Фарисова је добила Награду за звезду године на Националном удружењу власника биоскопа.

### 2013—данас:Мамицаи„Unqualified“
Њено прво појављивање 2013. године је било у филму Филм 43, независној антологији црне комедије која укључује 14 различитих прича, а сваки сегмент има посебног режисера. Фарисин сегмент под називом „The Proposition“ је режиран од стране Стива Кара а бави се човеком који покушава да запроси своју девојку, али му она признаје да је копрофиличарка. Ово је представило њену трећу сарадњу са мужем Крисом Пратом, заједно са комедијама из 2011. године, Води ме кући вечерас и Сви моји бивши. Ова антологија је остварила скромну зараду и била је критикована. У британској романтичној комедији Дајем им годину (2013), Фарисова је глумила жену писца (Рејф Спол). Приказан је убрзо након филма Филм 43, добивши различите критике и доживевши комерцијални успех у Уједињеном Краљевству.
У јануару 2013. године, имала је главну улогу у хумористичној серији Мамица, која је дебитовала 23. септембра исте године. Глумила је Кристи, самохрану мајку која покушава да среди свој живот у Округу Напа. Фарисова је до тада била гост у многим телевизијским пројектима, али је сад први пут добила телевизијску улогу са пуним радним временом. Поред тога што је доживела висок рејтинг, серија је имала и генерално повољне критике. Vulture ју је назвао „најталентованијом комичарком своје генерације”. Добила је номинацију за Prism Award и две номинације за Награду по избору публике.
Фарисова је поново позајмила глас у анимираној научно-фантастичној комедији Падаће ћуфте 2, која је премијерно приказана 27. септембра 2013. године. Филм је био веома профитабилан, са зарадом од 274,3 милиона долара. Наредне године се појавила у филму На тајном задатку: Повратак на колеџ, у сцени „30 Jump Street: Flight Academy’’.
У новембру 2015. године је лансирала емисију под називом „Unqualified“  и била је домаћин ове емисије у којој се приказују хумане приче и интервјуи са познатим личностима, а својим гледаоцима је давала љубавне савете. Поново је позајмила глас у четвртом делу анимираног филма Алвин и веверице. Филм је премијерно приказан 18. децембра 2015. године од стране Твентит сенчури Фокс-а. 2006. године је глумила преувеличану верзију себе у акционој комедији под називом „Keanu“. Такође је глумила у музичком споту за песму „Hold On To Me“ певача Џоша Острандера. 2017. године је позајмила глас једном од главних ликова у 3Д анимираној научно-фантастичној комедији „The Emoji Movie“ која је била изложена оштрим критикама.
Године 2017. је објавила своју прву књигу, мемоар „Unqualified“, која је имала позитивне критике. Док је Њујорк Тајмс објавио да је књига „непотребно самопоуздавајућа, проста и повремено сирова, искрена и глупа као и сама госпођа Фарис“, вебсајт The Ringer је напоменуо: „„Unqualified“ је опажавајућа, оштра и изненађујуће откривајућа прича не само Фарисине романтичне историје, већ и ширег одступања између мушких и женских холивудских звезда“. Фарисова се појавила у филму „Overboard“, римејку истоименог филма из 1987. године, глумећи самохрану мајку из радничке класе која је убедила размаженог богатог плејбоја (Еугенио Дербез), који пати од амнезије, да су у браку. Филм је објављен 4. маја 2018. године. Она је такође и предавач у Школи драмских уметности на Универзитету Јужне Калифорније.

## Имиџ у јавности
Током своје каријере, Фарисова је постала препознатљива по својим улогама у комедијама, а названа је једном од „најталентованијих глумица у жанру комедија” своје генерације и то од стране више публикација. Магазин Космополитан ју је 2010. године назвао „Најзабавнијом неустрашивом женом године”, а Тад Фринд ју је у магазину Њујоркер назвао „најоригиналнијом холивудском комичарком. Чланак Vulture ју је назвао „Голди Хон своје генерације, а често су је поредили и са комичарком Лусил Бол. The Wrap ју је упоредио са Лусил Бол тврдећи да глумица „има беспрекоран тајминг и да се не плаши да свој понос остави по страни зарад доброг смеха“.
Иако су многи њени филмови били изложени негативним критикама, Фарисова је била призната због своје појаве у већини њих. The A. V. Club је једном истакао да је било „задовољство гледати“ Фарисову на екрану и описао ју је као „надарену, допадљиву комичарку која је често најбољи елемент многих ужасних филмова“. Филмски критичар Дејна Стивенс је у магазину Слејт написала критику за Фарисину глуму у филму Сви моји бивши: „Више од било које савремене комичарке које могу да се сетим […] Фарис је демонстрирала неустрашиви „све за смех“ квалитет. Било би дивно видети је у филму који тестира границе те смелости, уместо што је терају да стоји у месту“. Многи критичари су се сложили да је њена независна комедија Smiley Face (2007) један од њених најбољих филмова. Лос Анђелес Тајмс је истакао да је овај филм био „могућност за глумицу да покаже да може да изнесе филм који је заснован на њеним константним забавним авантурама. Без обзира на то колико се одвратно или глупо Џејн понашала, она је веома привлачна попут Фарисиних неустрашивих комичарских вештина и свежине њене лепоте“.
Фарисова се појавила на насловним странама и на фотографијама у неколико часописа током своје каријере; красила је насловну страну магазина Ray Gun у септембру 2000. године а у наредним годинама се појављује у часописима Плејбој, Self, Космополитан и другим. Била је приказана на сликама под називном „Млади Холивуд“ у британском GQ часопису у јуну 2001. године. Била је изгласана за 57., 39., 42. и 44. место у часопису Максим у рубрици  „Хот 100“ и то 2004., 2009., 2010. и 2011. године. 2009. године је била на 60. месту у рубрици „100 најсексипилнијих жена на свету“ часописа FHM и на 96. месту на истој листи 2010. године. Веб портал AskMen ју је рангирао на 78. место на листи „100 најпожељнијих жена на свету“ 2009. године.

## Приватни живот
Фарисова је почела да се забавља са глумцем Беном Индром убрзо након што га је упознала на снимању филма „Lovers Lane“ 1999. године. Венчали су се у јуну 2004. године. Фарисова је поднела захтев за развод у априлу 2007. године, наводећи као разлог разлике међу њима. У склопу споразума о разводу који је постигнут у фебруару 2008. године, пристала је да плати Индри 900 хиљада долара.
Током развода и након снимања филма Зечица на колеџу, Фарисова је уградила силиконе у груди, што је први пут открила у интервјуу за Њујоркер у априлу 2011. године. Рекла је да се осећала „секси“ када је носила брус играјући Плејбој зечицу, а да та одлука „није била ствар каријере, већ развода“. Након тога је била отворена када је у питању ова операција, говорећи у свом мемоару „Unqualified“ да је раније била „несигурна“ када су у питању њене груди. У интервјуу за Women’s Health у априлу 2018. године, Фарис је изјавила да је „и даље несигурна зашто је то урадила јер је феминисткиња“. Стално се питала „да ли је издала свој пол тиме што је урадила?... Али све се то свело на једну просту ствар: Желела сам да попуним бикини. Какав би био осећај?... Просто фантастичан.“
Фарисова се упознала са глумцем Крисом Пратом на почетку 2007. године читајући сценарио за филм Води ме кући вечерас  у Лос Анђелесу; у филму њихови ликови су били заљубљени. Убрзо након тога су почели да се забављају, а верили су се крајем 2008. године и венчали  9. јула 2009. године на малој церемонији на острву Бали у Индонезији. Пар има сина Џека који је рођен у августу 2012. године; он је рођен девет недеља пре термина и провео је месец дана у инкубатору. Живели су у Холивуду у Лос Анђелесу.
Дана 6. августа 2017. пар је најавио развод који је потписан 1. децембра 2017. године.

## Филмографија

### Филм
| Година | Српски назив                                  | Изворни назив                                | Улога             | Напомена                                         |
| ------ | --------------------------------------------- | -------------------------------------------- | ----------------- | ------------------------------------------------ |
| 1996.  |                                               | Eden                                         | Дити              |                                                  |
| 1999.  |                                               | Lovers Lane                                  | Џанел Беј         |                                                  |
| 2000.  | Мрак филм                                     | Scary Movie                                  | Синди Кембел      |                                                  |
| 2001.  | Мрак филм 2                                   | Scary Movie 2                                | Синди Кембел      |                                                  |
| 2002.  | Mej                                           | May                                          | Поли              |                                                  |
| 2002.  | Пиленце                                       | The Hot Chick                                | Ејприл            |                                                  |
| 2003   | Посао на снегу                                | Winter Break                                 | Жистин            |                                                  |
| 2003.  | Изгубљени у преводу                           | Lost in Translation                          | Кели              |                                                  |
| 2003.  | Мрак филм 3                                   | Scary Movie 3                                | Синди Кембел      |                                                  |
| 2005.  | Јужњачке лепотице                             | Southern Belles                              | Бел Скот          |                                                  |
| 2005.  | Келнери                                       | Waiting...                                   | Серена            |                                                  |
| 2005.  | Планина Броукбек                              | Brokeback Mountain                           | Лашон Малон       |                                                  |
| 2005.  | Само пријатељи                                | Just Friends                                 | Саманта Џејмс     |                                                  |
| 2006.  | Мрак филм 4                                   | Scary Movie 4                                | Синди Кембел      |                                                  |
| 2006.  | Моја супер бивша девојка                      | My Super Ex-Girlfriend                       | Хана Луис         |                                                  |
| 2006.  | Варљива срца                                  | Guilty Hearts                                | Џејн Конели       |                                                  |
| 2007.  |                                               | Smiley Face                                  | Џејн Ф.           |                                                  |
| 2007.  | Мамин син                                     | Mama's Boy                                   | Нора Фланаган     |                                                  |
| 2008.  | Зечица на колеџу                              | The House Bunny                              | Шели Дарлингтон   | Такође и продуцент                               |
| 2008.  |                                               | The Spleenectomy                             | Данијел/Др. Филдс | Краткометражни филм                              |
| 2009.  | Често постављана питања о путовању кроз време | Frequently Asked Questions About Time Travel | Каси              |                                                  |
| 2009.  | Посматрај и пријави                           | Observe and Report                           | Бранди            |                                                  |
| 2009.  | Падаће ћуфте                                  | Cloudy with a Chance of Meatballs            | Сем Спаркс        | Гласовна улога                                   |
| 2009.  | Алвин и веверице 2                            | Alvin and the Chipmunks: The Squeakquel      | Џинет Милер       | Гласовна улога                                   |
| 2010.  | Медвед Јоги                                   | Yogi Bear                                    | Рејчел Џонсон     |                                                  |
| 2011.  | Води ме кући вечерас                          | Take Me Home Tonight                         | Венди Френклин    |                                                  |
| 2011.  | Сви моји бивши                                | What's Your Number?                          | Али Дарлинг       | Такође и извршни продуцент                       |
| 2011.  | Алвин и веверице 3: Урнебесни бродолом        | Alvin and the Chipmunks: Chipwrecked         | Џинет Милер       | Гласовна улога                                   |
| 2012.  | Диктатор                                      | The Dictator                                 | Зои               |                                                  |
| 2013.  | Филм 43                                       | Movie 43                                     | Џули              | сегмент: „The Proposition“                       |
| 2013.  | Дајем им годину                               | I Give It a Year                             | Клои              |                                                  |
| 2013.  | Падаће ћуфте 2                                | Cloudy with a Chance of Meatballs 2          | Сем Спаркс        | Гласовна улога                                   |
| 2014.  | На тајном задатку: Повратак на колеџ          | 22 Jump Street                               | Ана               | Камео; сегмент: „30 Jump Street: Flight Academy“ |
| 2015.  | Алвин и веверице: Велика авантура             | Alvin and the Chipmunks: The Road Chip       | Џинет Милер       | Гласовна улога                                   |
| 2016.  |                                               | Keanu                                        | Она сама          | Камео                                            |
| 2017.  |                                               | The Emoji Movie                              | Џејлбрејк         | Гласовна улога                                   |
| 2018.  | Мој лажни муж                                 | Overboard                                    | Кејт Саливан      |                                                  |
| 2022.  | Наследство                                    | The Estate                                   | Савана            |                                                  |
| 2026.  | Мрак филм 6                                   | Scary Movie 6                                | Синди Кембел      |                                                  |

### Телевизија
| Година      | Српски назив        | Изворни назив                | Улога            | Напомена                                         |
| ----------- | ------------------- | ---------------------------- | ---------------- | ------------------------------------------------ |
| 1991.       |                     | Deception: A Mother's Secret | Лиз              | ТВ филм                                          |
| 2002–2004.  | Краљ брда           | King of the Hill             | Лиса             | 2епизоде                                         |
| 2004.       | Пријатељи           | Friends                      | Ерика            | Понављајућа улога (5 епизода)                    |
| 2005.       |                     | Blue Skies                   | Сара             | ТВ филм                                          |
| 2007.       | Свита               | Entourage                    | Она сама         | 3епизоде                                         |
| 2008, 2011. | Суботом увече уживо | Saturday Night Live          | Она сама/домаћин | „Ана Фарис/Дафи“ (34.3) „Ана Фарис/Дрејк“ (37.4) |
| 2013–2020.  | Мамица              | Mom                          | Кристи Планкет   | Главна улога                                     |

## Музичке улоге
| Година | Албум               | Трака                   | Издавачка кућа         | Референца       |
| ------ | ------------------- | ----------------------- | ---------------------- | --------------- |
| 2003.  | Lost in Translation | „Nobody Does It Better“ | Emperor Norton Records | [ 127 ]         |
| 2005.  | Just Friends        | „Forgiveness“           | New Line Records       | [ 128 ]         |
| 2005.  | Just Friends        | „Love from Afar“        | New Line Records       |                 |
| 2007.  | Mama's Boy          | „Old-Fashioned Girl“    | Lakeshore Records      | [ 129 ]         |
| 2007.  | Mama's Boy          | „Bad Bath and Bullshit“ | Lakeshore Records      | [ 129 ] [ 130 ] |

## Награде и номинације
| Година | Асоцијација                            | Категорија                                          | Рад                      | Резултат   |
| ------ | -------------------------------------- | --------------------------------------------------- | ------------------------ | ---------- |
| 2001.  | МТВ филмска награда                    | Најбољи пољубац (са Џоном Абрахамом)                | Мрак филм                | Номинација |
| 2001.  | МТВ филмска награда                    | Највеће глумачко откриће                            | Мрак филм                | Номинација |
| 2004.  | Fangoria Chainsaw Awards               | Најбоља помоћна глумица (3. место)                  | Меј                      | Освојено   |
| 2006.  | Screen Actors Guild                    | Најбоља филмска постава                             | Планина Броукбек         | Номинација |
| 2006.  | МТВ филмска награда                    | Најбољи пољубац (са Крисом Маркетом)                | Само Пријатељи           | Номинација |
| 2006.  | Награде по избору тинејџера            | Омиљени излив беса                                  | Само Пријатељи           | Номинација |
| 2006.  | Награде по избору тинејџера            | Најлепши пољубац                                    | Само Пријатељи           | Номинација |
| 2006.  | Fangoria Chainsaw Awards               | Девојка са којом не желиш незгодну ситуацију        | Мрак филм 4              | Номинација |
| 2007.  | МТВ филмска награда                    | Најбоља туча (са Умом Терман)                       | Моја супер бивша девојка | Номинација |
| 2007.  | Stony Awards                           | Стонерка године                                     | Smiley Face              | Освојено   |
| 2009.  | МТВ филмска награда                    | Најбоља улога у комедији                            | Зечица на колеџу         | Номинација |
| 2011.  | Награде по избору тинејџера            | Омиљена глумица у комедији                          | Води ме кући вечерас     | Номинација |
| 2012.  | Национално удружење власника биоскопа  | Звезда године                                       | Диктатор                 | Освојено   |
| 2014.  | Награда по избору публике              | Омиљена глумица у новој ТВ серији                   | Мамица                   | Номинација |
| 2014.  | Online Film and Television Association | Најбоља глумица у комедијској серији                | Мамица                   | Номинација |
| 2014.  | Prism Awards                           | Наступ у комедијској серији                         | Мамица                   | Номинација |
| 2014.  | Behind the Voice Actors Awards         | Најбољи вокални ансамбл у играном филму (са глумом) | Падаће ћуфте 2           | Номинација |
| 2016.  | Награда по избору публике              | Омиљена комедијска ТВ глумица                       | Мамица                   | Номинација |
| 2017   | Награда по избору публике              | Омиљена комедијска ТВ глумица                       | Мамица                   | Номинација |